# Cupa României 2012/13
Der Cupa României wurde in der Saison 2012/13 zum 75. Mal ausgespielt. Die offizielle Bezeichnung des Wettbewerbs lautete „Cupa României Timișoreana“. Im Endspiel siegte Petrolul Ploiești gegen CFR Cluj mit 1:0 und qualifizierte sich dadurch für die UEFA Europa League 2013/14.

## Modus
Die Klubs der Liga 1 stiegen erst in der Runde der letzten 32 Mannschaften ein. Es wurde jeweils nur eine Partie ausgetragen, das Halbfinale wurde in Hin- und Rückspiel entschieden. Fand nur eine Partie statt und stand diese nach 90 Minuten unentschieden oder konnte in beiden Partien unter Berücksichtigung der Auswärtstorregel keine Entscheidung herbeigeführt werden, folgte eine Verlängerung von 30 Minuten. Falls danach noch immer keine Entscheidung gefallen war, wurde die Entscheidung im Elfmeterschießen herbeigeführt.

## Sechzehntelfinale
| Datum              |                       | Ergebnis              |                       |
| ------------------ | --------------------- | --------------------- | --------------------- |
| 25. September 2012 | Ceahlăul Piatra Neamț | 4:0                   | Gloria Bistrița       |
|                    | Șoimii Pâncota        | 2:3                   | CS Concordia Chiajna  |
|                    | Dinamo Bukarest       | 2:1 n. V.             | CSU Voința Sibiu      |
|                    | Petrolul Ploiești     | 2:0                   | Damila Măciuca        |
| 26. September 2012 | Sportul Studențesc    | 0:1                   | Oțelul Galați         |
|                    | FC Vaslui             | 0:1                   | FC Botoșani           |
|                    | CS Turnu Severin      | 2:1                   | CS Mioveni            |
|                    | Pandurii Târgu Jiu    | 7:1                   | FC Zagon              |
|                    | Delta Tulcea          | 2:1                   | Universitatea Cluj    |
|                    | Gaz Metan Mediaș      | 2:1                   | FC Caracal            |
|                    | FC Brașov             | 1:0                   | FC Farul Constanța    |
|                    | ACS Berceni           | 0:2                   | CFR Cluj              |
| 27. September 2012 | CF Brăila             | 0:0 n. V. (6:5 i. E.) | FC Viitorul Constanța |
|                    | CSMS Iași             | 1:4                   | Astra Giurgiu         |
|                    | Rapid Bukarest        | 6:0                   | Olimpia Satu Mare     |
|                    | Steaua Bukarest       | 3:1                   | FCM Târgu Mureș       |

## Achtelfinale
| Datum            |                       | Ergebnis              |                   |
| ---------------- | --------------------- | --------------------- | ----------------- |
| 30. Oktober 2012 | Astra Giurgiu         | 5:1                   | CS Turnu Severin  |
|                  | FC Brașov             | 0:2                   | Petrolul Ploiești |
|                  | Rapid Bukarest        | 4:1                   | Delta Tulcea      |
| 31. Oktober 2012 | Ceahlăul Piatra Neamț | 2:0                   | Gaz Metan Mediaș  |
|                  | CFR Cluj              | 2:0                   | FC Botoșani       |
|                  | CS Concordia Chiajna  | 0:0 n. V. (4:3 i. E.) | Steaua Bukarest   |
| 1. November 2012 | Oțelul Galați         | 3:0                   | CF Brăila         |
|                  | Pandurii Târgu Jiu    | 1:2                   | Dinamo Bukarest   |

## Viertelfinale
| Datum             |                       | Ergebnis  |                      |
| ----------------- | --------------------- | --------- | -------------------- |
| 27. November 2012 | Petrolul Ploiești     | 2:1       | CS Concordia Chiajna |
| 28. November 2012 | Ceahlăul Piatra Neamț | 0:2       | Oțelul Galați        |
|                   | CFR Cluj              | 2:1 n. V. | Dinamo Bukarest      |
| 29. November 2012 | Rapid Bukarest        | 2:3 n. V. | Astra Giurgiu        |

## Halbfinale
| Datum                       |               | Gesamt |                   | Hinspiel | Rückspiel |
| --------------------------- | ------------- | ------ | ----------------- | -------- | --------- |
| 16. April 2013/22. Mai 2013 | CFR Cluj      | 2:0    | Astra Giurgiu     | 0:0      | 2:0       |
| 18. April 2013/22. Mai 2013 | Oțelul Galați | 2:4    | Petrolul Ploiești | 0:3      | 2:1       |

## Finale
| Paarung           | Petrolul Ploiești – CFR Cluj |
| Ergebnis          | 1:0 (1:0) |
| Datum             | 1. Juni 2013 |
| Stadion           | Arena Națională, Bukarest |
| Zuschauer         | 29.343 |
| Schiedsrichter    | Cristian Balaj (Baia Mare, Rumänien) |
| Tore              | 1:0 Jeremy Bokila (8.) |
| Petrolul Ploiești | Wassil Chamutouski, Jean Alcénat, Ovidiu Hoban, Manassé Enza-Yamissi, Guilherme, Soni Mustivar, Gualberto Mojica (82. Romario Santos), Damien Boudjemaa (90. Sebastian Achim), Hamza Younés, Gheorghe Grozav (72. Vlad Morar), Jeremy Bokila Cheftrainer: Cosmin Contra |
| CFR Cluj          | Mário Felgueiras, Ivo Pinto, Cadú, Felice Piccolo, Camora, Gabriel Mureșan, Bakary Saré, Ciprian Deac (81. Weldon Santos), Rui Pedro, Diogo Valente (61. Pantelis Kapetanos), Robert Maah Cheftrainer: Eugen Trică                                                      |